# 分村移民
分村移民（ぶんそんいみん）とは、満蒙開拓団に代表される旧満州・内モンゴル地区への移民事業において、拓務・農林両省によって、1938年（昭和13年）より開始された、町村ごとに「適正農家」と「過剰農家」に分けて、「過剰農家」を旧満州・内モンゴル地区に送り出すという移民政策と農村対策とが結合した政策である。

## 背景
世界恐慌に端を発した昭和恐慌によって経済的打撃を受けた農民の救済策として、1932年（昭和7年）に、農林省による「農村経済更生運動」が開始された。
他方、疲弊する内地農村を救済するには移民政策によるべきとする加藤完治らと屯田兵移民による満州国維持と対ソ戦兵站地の形成を目指す関東軍により満蒙開拓団が発案され、1932年（昭和7年）に試験的に移民事業が始まった。ただ、財政的な観点から反対論が強かったので、1936年（昭和11年）までの5年間の「試験的移民期」では年平均3、000人の移民を送り出すに過ぎなかった。しかし、同年の二・二六事件により政治のヘゲモニーが政党から軍部に移り、反対論も弱まった。広田弘毅内閣は、満蒙開拓団事業を七大国策事業に位置付けた。同年末には、先に関東軍作成の「満州農業移民百万戸移住計画」をもとに「二十カ年百万戸送出計画」が策定され、拓務省がその実行機関となった。満州移民事業は、本格的移民期に入った。

## 概説
上述の農林省による「農村経済更生運動」と拓務省による満蒙移民事業とが結合し、「分村移民」政策として結実する。「分村移民」とは、各町村別に、「黒字農家」＝「適正規模農家」を確定し、この「適正規模農家」の平均耕地面積で町村の耕地総面積を割って「適正農家」数を算出し、この戸数を超える農家を「過剰農家」とする。町村ごとに「適正農家」と「過剰農家」とに『分けて』、このうち農村更生のために「適正農家」のみを創出・育成し、他方で「過剰農家」は、日本国内での「更生」は不可能であるがゆえに旧満州・内モンゴル地域に送り出すというものである。これを数式化すると以下となる。
各町村の総農家数－｛各町村の耕地総面積÷「適正規模農家」の平均耕地面積｝＝「過剰農家」数＝「旧満州・内モンゴルへ送出する農家」数
となる。ところで、本分村移民政策の基礎となる上述「適正規模農家」の理論は、土地と農家数（人口）を単純に比較して土地不足状況と「過剰農家」数を把握し、これらを解消する唯一の方法こそ満蒙移民であるという理論である。しかしこの見解は、小作貧農の土地飢餓状況を発生させている根本的要因が、地主的土地所有の現存であるという、当時の日本農村の基本的矛盾と対立の根源を全く無視する議論である。したがって、分村移民政策は、地主的土地所有の温存を大前提にしたうえで土地飢餓状況を解消するには、「過剰農家」を国外植民地へ放出するしか方法を見つけ出せなかったのである。

## 分村移民の具体的展開
この分村移民政策の推進により、移民政策を担当する拓務省にとっては、農林省という有力官庁のバックアップを取り付けたことになり、いよいよ移民政策が政府の政策の中心に位置付けられたということになる。と同時に、各県、各郡、各市町村単位における移民の具体的な動員数および動員方法をより具体化・明確化が可能となり、各市町村の官僚組織をフル活用して移民の送出の大量化を図ることができた。まさに地方から中央レベルでの国家総動員の一環としての移民事業の展開が可能となった。

## その後の経緯
分村移民計画が成立すると、農林省は「経済更生関係道府県事務主務課長主任合同会議」において農村経済更生運動の一環としての分村移民方針を確認した。また同省は「分村補助金交付に関する件」において分村移民に対する補助金交付の細則を定めた。これにより分村運動が農村経済更生運動徹底への必然的な筋道と位置付けられた。これにより、満蒙移民事業は、国策移民として官僚組織や移民関係各機関による募集体制により、より強力に推進されることになった。
しかし、この時期は日中戦争を契機とする戦時体制下の労働力不足により潜在的な移民候補者が減少し出した時期と重なる。そのため府県や市町村当局は、国からのノルマを果たすため、個人の自由意思による移民募集というよりも、農村共同体が持つ共同体規制に基づいてなされるという場合が増えるようになり、徴兵や徴用と並ぶ戦時体制下の一種の「動員」としての性格を色濃くもつようになった。

## 「大日向村」について
1939年（昭和14年）の第七次長野県大日向村の分村移民は、単一の村で一つの満州開拓団を編成したもので、その後の満州移民政策において分村移民のモデルとなった。同年には、和田伝がこの分村移民をモデルとして小説『大日向」を著し、舞台でも上演されるようになり、当時の「満州熱」をおおいに煽った。

## 関連文献
- 小川津根子『祖国よ―「中国残留婦人」の半世紀』岩波書店〈岩波新書〉、1995年4月。ISBN 978-4004303862。
- 加藤陽子『それでも、日本人は「戦争」を選んだ』朝日出版社、2009年7月。ISBN 978-4255004853。